# Roberto Bisconti
Roberto Bisconti (n. 21 iulie 1973, Montegnée) este un fotbalist internațional belgian.

## Cariera
- 1991-1995  Standard Liège
- 1995-1996  RFC Seraing
- 1996-1997  Standard Liège
- 1997-1998  Monza Calcio
- 1998-2000  Standard Liège
- 2000-2001  Sporting Charleroi
- 2001-2002  Aberdeen F.C.
- 2002-2003  Rapid București
- 2003-2004  Standard Liège
- 2004-2006  OGC Nice
- 2006-2007  En Avant Guingamp